# Dicranella exilis
Dicranella exilis là một loài rêu trong họ Dicranaceae. Loài này được Sull. mô tả khoa học đầu tiên năm 1874.